# Władysław Wojciechowski
Władysław Wojciechowski (ur. 20 stycznia 1896, zm. ?) – podpułkownik inżynier uzbrojenia Wojska Polskiego, pułkownik Polskich Sił Zbrojnych.

## Życiorys
Urodził się 20 stycznia 1896 (podawano też datę 20 lutego 1896). Po zakończeniu I wojny światowej i odzyskaniu przez Polskę niepodległości został przyjęty do Wojska Polskiego. Został awansowany do stopnia porucznika artylerii ze starszeństwem z 1 czerwca 1919. Został oficerem 1 pułku artylerii ciężkiej w garnizonie Modlin, z którego w 1923 był odkomenderowany na studia w Politechnice Warszawskiej. Po ukończeniu studiów tytułem inżyniera w 1924 był zweryfikowany w stopniu porucznika uzbrojenia ze starszeństwem z dniem 1 czerwca 1919. Wówczas  jako oficer nadetatowy służył w Zbrojowni nr 4, przydzielony z Okręgowego Zakładu Uzbrojenia nr 1. Został awansowany do stopnia kapitana uzbrojenia ze starszeństwem z dniem 1 lipca 1925. W 1928 pracował w Instytucie Badań Materiałów Uzbrojenia. W 1932 służył w Departamencie Uzbrojenia Ministerstwa Spraw Wojskowych. W latach 30. został awansowany do stopnia majora. W tym stopniu był szefem Wydziału Chemiczno-Gazowego w Departamencie Uzbrojenia MSWoj. od 1933 do 1937. Następnie awansowany do stopnia podpułkownika.
W latach 30. sprawował funkcję trzeciego wiceprezesa Ligi Obrony Powietrznej i Przeciwgazowej. Był kierownikiem prac naukowo-badawczych dotyczących radarów.
Po wybuchu II wojny światowej został pułkownikiem Polskich Sił Zbrojnych na Zachodzie. Po wojnie uchwałą z 26 września 1946 Tymczasowego Rządu Jedności Narodowej Edwarda Osóbki-Morawskiego, wraz z 75 innymi oficerami Wojska Polskiego, został pozbawiony obywatelstwa polskiego, które przywrócono mu w 1971.

## Ordery i odznaczenia
- Krzyż Kawalerski Orderu Odrodzenia Polski (1938)[14]
- Krzyż Walecznych
- Złoty Krzyż Zasługi (19 marca 1937)[15]